# Сухой Сатис
Сухой Сатис — река в России, протекает в Первомайском районе Нижегородской области. Правый приток реки Сатис.

## География
Река берёт начало севернее села Малый Макателем течёт на юг по открытой местности. Ниже села Хозино сливается со своим левым притоком, рекой Лапшой. Далее течёт через сосновые и берёзовые леса. Устье реки находится в 69 км по правому берегу реки Сатис. Длина реки составляет 20 км, площадь водосборного бассейна — 170 км².

## Данные водного реестра
По данным государственного водного реестра России относится к Окскому бассейновому округу, водохозяйственный участок реки — Мокша от водомерного поста города Темников и до устья, без реки Цна, речной подбассейн реки — Мокша. Речной бассейн реки — Ока.
По данным геоинформационной системы водохозяйственного районирования территории РФ, подготовленной Федеральным агентством водных ресурсов:
- Код водного объекта в государственном водном реестре — 09010200412110000027961
- Код по гидрологической изученности (ГИ) — 110002796
- Код бассейна — 09.01.02.004
- Номер тома по ГИ — 10
- Выпуск по ГИ — 0